# 스페인의 종교
스페인의 종교는 단연 로마 가톨릭이 주를 이룬다. 여러 통계자료를 접목하면 대략 76%는 자신을 천주교 신자로, 2%만이 타종교, 19%는 무교로 자신의 종교 신념을 밝힌다. 수많은 스페인 사람들은 정기적으로 미사에 참석하지 않으며 가장 최근의 설문조사인 2005년 유럽연합 차원의 유럽조사(Eurobarometer Survey)에 의하면
- 59%의 스페인 시민들은 "신이 존재한다"
- 21%는 "정신적인 존재 혹은 기의 존재를 믿는다"
- 18%의 시민은 "정신적인 존재, 신 혹은 기와 같은 것이 존재하는지 모른다"고 밝혔다.

종교적 입장에서는 스페인 사회가 갈수록 세속화되고 있다고 보기도 하는데 이러한 증거를 동성 결혼에 대한 지지에서 찾기도 한다. 2004년 발표된 사회학연구소 자료에서 70% 이상의 시민들이 동성 결혼에 찬성했다.이에 따라 동성결혼을 허용한 세 번째 유럽국가가 됐다. 이 결의안에는 자연스레 보수와 진보 세력의 표가 갈렸다.
이민자 가정이 최근 계속적으로 늘면서 특별히 90년대 이후로는 무슬림 신자수가 늘고 있다. 타 유럽국가에서도 흔히 이런 현상이 관찰되고 있으며 스페인 내 이슬람교 신자는 1백만 명에 이른다. 이에 따라 가톨릭교에 이어 제2의 종교그룹으로 성장했으며 전체인구의 2.5%를 차지하게 됐다. 힌두교와 시크교의 인구는 0.3% 미만이다. 유대교 신자는 12,000명 가량으로 전체 인구의 0.025% 정도를 차지하며 대다수의 인구가 마드리드, 무르시아 지방, 바르셀로나에 분포한다.
이외에 이민자 그룹의 대표집단은 라틴계 주민들이다. 로마 가톨릭의 철저한 신봉자가 많기 때문에 매주 일요일 예배가 80년대만 해도 주춤됐었다 다시 살아나는 조짐을 보이고 있다.
최근 10년간 가톨릭 교회는 정치세력에 더욱 밀착하게 되었으며 사실상 스페인의 가톨릭교회는 유럽 국가중에서도 가장 보수적인 것으로 평가받고 있다. 이에 따라 더 이상 교회는 독립적이거나 중립적인 종교단체가 아니라 우익 정권 지지세력으로 분류된다. 때문에 종교 세력의 편협한 관점으로 좌파 세력의 비난을 사고 있다. 경제적으로 국가의 보조를 받는 것에까지 비난의 여론이 거세지고 있는 이유는 보수 세력에 대한 반감 때문이다.